# Pitcairnia puyoides
Pitcairnia puyoides är en gräsväxtart som beskrevs av Lyman Bradford Smith. Pitcairnia puyoides ingår i släktet Pitcairnia och familjen Bromeliaceae. Inga underarter finns listade i Catalogue of Life.